# Flujo de Rayleigh
El flujo de Rayleigh (así llamado por Lord Rayleigh) es un tipo de flujo compresible en conductos. Se caracteriza por no ser adiabático, absorbe o cede calor para mantener una sección de paso constante sin cambio en la masa que circula por ella y sin efecto de la fricción. Aunque el caso general es el compresible, se pueden aplicar los resultados también para el caso simplificado de flujo incompresible. Su planteamiento analítico parte de las premisas del modelo de gas perfecto.
Debido a esta transferencia de calor, la temperatura de remanso (también llamada de estancamiento o total) cambia con el intercambio de calor. Esto particularmente lo diferencia de otros casos como el flujo de Fanno o el flujo compresible con variación de sección, donde la temperatura de remanso es constante. Este intercambio afecta también a la presión de remanso con lo que se denomina como efecto Rayleigh: el aumento de la temperatura genera una cambio de la densidad que para conservar el gasto másico altera la velocidad. Por conservación de la energía se produce una variación de presión. 
Así la adición de calor al flujo tenderá a llevar el flujo — sea este supersónico o subsónico — a Mach unitario, bloqueándolo. A la inversa, la cesión de calor al exterior tenderá a bajar el número de Mach si es subsónico y a aumentarlo si es supersónico. Se puede demostrar que para gas perfecto la máxima entropía ocurre para M=1.
Este modelo es normalmente apropiado para describir el flujo en cámaras de combustión de ciclos Joule-Brayton, usados en motores de aviación y generación de energía eléctrica con turbina de gas.

## Teoría
El modelo de Rayleigh empieza con la ecuación diferencial que relaciona cambios en el número de Mach M con cambios en la temperatura de remanso T0:
{\displaystyle \ {\frac {dM^{2}}{M^{2}}}={\frac {1+\gamma M^{2}}{1-M^{2}}}\left(1+{\frac {\gamma -1}{2}}M^{2}\right){\frac {dT_{0}}{T_{0}}}}
De forma general, se puede obtener el cambio en la temperatura de remanso cuando se produce un cambio en el número de Mach o viceversa con la relación:
{\displaystyle \ {\frac {T_{01}}{T_{02}}}={\frac {{\frac {2\left(\gamma +1\right)M_{1}^{2}}{\left(1+\gamma M_{1}^{2}\right)^{2}}}\left(1+{\frac {\gamma -1}{2}}M_{1}^{2}\right)}{{\frac {2\left(\gamma +1\right)M_{2}^{2}}{\left(1+\gamma M_{2}^{2}\right)^{2}}}\left(1+{\frac {\gamma -1}{2}}M_{2}^{2}\right)}}}
Donde {\displaystyle \gamma } es el Coeficiente de dilatación adiabática.

### Cálculo de la garganta sónica
Con tan solo considerar M2=1, la resolución de la ecuación diferencial lleva a la siguiente relación entre los valores en un punto del flujo (sin superíndice) y los de la "garganta térmica" (con superíndice *), la zona donde los efectos térmicos bloquean el flujo como sigue:
{\displaystyle \ {\frac {T_{0}}{T_{0}^{*}}}={\frac {2\left(\gamma +1\right)M^{2}}{\left(1+\gamma M^{2}\right)^{2}}}\left(1+{\frac {\gamma -1}{2}}M^{2}\right)}
Estos valores son claves para el diseño en sistemas de combustión. Por ejemplo, si una cámara de combustión de un turborreactor tiene una temperatura máxima de T0* = 2000 K; T0 y M en la entrada deberán escogerse para que dicho bloqueo no ocurra y disminuya el empuje del motor.

### Evolución de entalpía y entropía
Para este modelo, el incremento de entropía entre un punto y la garganta es, adimensionalizado como entropía entre calor específico:
{\displaystyle \ \Delta S={\frac {\Delta s}{c_{p}}}=ln\left[M^{2}\left({\frac {\gamma +1}{1+\gamma M^{2}}}\right)^{\frac {\gamma +1}{\gamma }}\right]}
Con lo que se puede trazar un gráfico relacionando el número de Mach con el aumento de entropía.

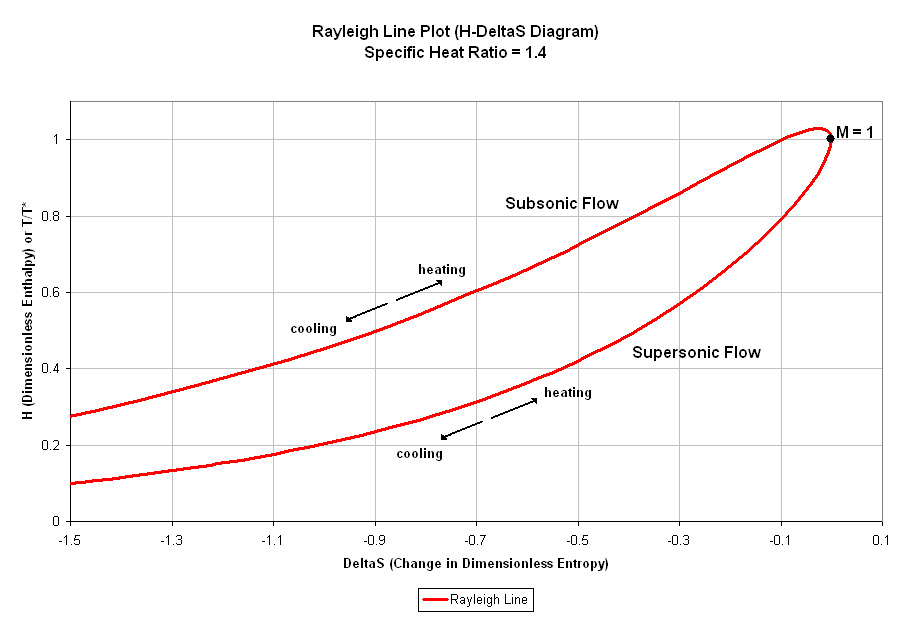
Relación H-ΔS

Igualmente, se puede obtener una ecuación para sacar la relación entre M y H. Para calcular dicha entalpía se considera el modelo de gas perfecto, donde la entalpía queda determinada a partir de la temperatura estática por medio de un calor específico constante. Igual que en el caso de la entropía, esa se adimensionaliza dividiéndola por la entalpía en la garganta.
{\displaystyle {\begin{aligned}H&={\frac {h}{h^{*}}}={\frac {c_{p}T}{c_{p}T^{*}}}={\frac {T}{T^{*}}}\\{\frac {T}{T^{*}}}&=\left[{\frac {\left(\gamma +1\right)M}{1+\gamma M^{2}}}\right]^{2}\end{aligned}}}
Sin embargo, dada la ecuación que relaciona T/T* existen más de un número de Mach para un mismo valor de entalpía.
Por eso es más habitual trazar el diagrama que relaciona la entalpía adimensional H con ΔS. Así M puede ser una variable independiente y ΔS y H pueden relacionarse como en la gráfica anexa. 
Se ve en ella como el calentamiento acelera flujos subsónicos hasta M = 1, donde el flujo se bloquea. En cambio, añadir calor a un flujo supersónico causa que el Mach disminuya hasta bloquear igualmente el flujo. Enfriar el flujo produce los resultados inversos. En dicho punto crítico de M=1, se ve cómo la entropía alcanza un máximo. En cambio, la entalpía alcanza un valor máximo para M = 0,845. Esto indica que a partir de dicho punto y hasta M=1, aunque se añada calor al flujo la temperatura de este disminuye debido a que el aporte de energía es menor que la energía que se está convirtiendo en energía cinética.

### Relaciones adicionales
Como premisas del modelo, el área y el flujo másico son constantes. A diferencia del flujo de Fanno, el factor de fricción de Manning permanece constante.
En cambio otras propiedades varían. Análogamente a lo calculado con la temperatura de remanso, puede establecerse la relación entre las propiedades en un punto arbitrario del flujo (sin superíndice) y las del flujo en la garganta (con superíndice *). Estas son:
{\displaystyle {\begin{aligned}{\frac {p}{p^{*}}}&={\frac {\gamma +1}{1+\gamma M^{2}}}\\{\frac {\rho }{\rho ^{*}}}&={\frac {1+\gamma M^{2}}{\left(\gamma +1\right)M^{2}}}\\{\frac {T}{T^{*}}}&={\frac {\left(\gamma +1\right)^{2}M^{2}}{\left(1+\gamma M^{2}\right)^{2}}}\\{\frac {V}{V^{*}}}&={\frac {\left(\gamma +1\right)M^{2}}{1+\gamma M^{2}}}\\{\frac {p_{0}}{p_{0}^{*}}}&={\frac {\gamma +1}{1+\gamma M^{2}}}\left[\left({\frac {2}{\gamma +1}}\right)\left(1+{\frac {\gamma -1}{2}}M^{2}\right)\right]^{\frac {\gamma }{\gamma -1}}\end{aligned}}}
Donde el subíndice 0 indica variables de remanso.
Como en el caso de la relación entre M y {\displaystyle T_{0}}, es posible relacionar dos puntos arbitrarios a través de estas relaciones:
{\displaystyle {\begin{aligned}{\frac {p_{1}}{p_{2}}}&={\frac {\frac {\gamma +1}{1+\gamma M_{1}^{2}}}{\frac {\gamma +1}{1+\gamma M_{2}^{2}}}}\\{\frac {\rho _{1}}{\rho _{2}}}&={\frac {\frac {1+\gamma M_{1}^{2}}{\left(\gamma +1\right)M_{1}^{2}}}{\frac {1+\gamma M_{2}^{2}}{\left(\gamma +1\right)M_{2}^{2}}}}\\{\frac {T_{1}}{T_{2}}}&={\frac {\frac {\left(\gamma +1\right)^{2}M_{1}^{2}}{\left(1+\gamma M_{1}^{2}\right)^{2}}}{\frac {\left(\gamma +1\right)^{2}M_{2}^{2}}{\left(1+\gamma M_{2}^{2}\right)^{2}}}}\\{\frac {V_{1}}{V_{2}}}&={\frac {\frac {\left(\gamma +1\right)M_{1}^{2}}{1+\gamma M_{1}^{2}}}{\frac {\left(\gamma +1\right)M_{2}^{2}}{1+\gamma M_{2}^{2}}}}\\{\frac {p_{10}}{p_{02}}}&={\frac {{\frac {\gamma +1}{1+\gamma M_{1}^{2}}}\left[\left({\frac {2}{\gamma +1}}\right)\left(1+{\frac {\gamma -1}{2}}M_{1}^{2}\right)\right]^{\frac {\gamma }{\gamma -1}}}{{\frac {\gamma +1}{1+\gamma M_{2}^{2}}}\left[\left({\frac {2}{\gamma +1}}\right)\left(1+{\frac {\gamma -1}{2}}M_{2}^{2}\right)\right]^{\frac {\gamma }{\gamma -1}}}}\end{aligned}}}

## Aplicaciones

Intersección de los modelos de Fanno y Rayleigh

El modelo de Rayleigh tiene muchos usos analíticos, particularmente para el cálculo de motores de aviación. Las cámaras de combustión de estos motores suelen tener un flujo másico constante en una sección constante pero con una obvia adición de calor. Ello cumple todas las premisas del modelo de Rayleigh siempre que la reacción química no haga que la mezcla de aire y combustible difiera mucho del gas perfecto. Las ecuaciones se usan entonces para prever el comportamiento del flujo y evitar que se produzca una onda de choque o un bloqueo sónico que disminuyan el empuje del motor.
El modelo se suele usar en combinación con el flujo de Fanno. Ambos flujos dan los mismos resultados para los puntos donde sus curvas características se cortan, lo que es significativo ya que son los puntos donde un flujo puede desembocar en el otro. Esto se debe a que aunque ambos modelos dan una entropía máxima en M=1, difieren en los valores de entropía que predicen para dicho máximo. 
Si se comparan los valores que dan en función de un punto medido con entropía si y Mi, podemos comparar los resultados que ambos dan:
{\displaystyle {\begin{aligned}\Delta S_{F}&={\frac {s-s_{i}}{c_{p}}}=ln\left[\left({\frac {M}{M_{i}}}\right)^{\frac {\gamma -1}{\gamma }}\left({\frac {1+{\frac {\gamma -1}{2}}M_{i}^{2}}{1+{\frac {\gamma -1}{2}}M^{2}}}\right)^{\frac {\gamma +1}{2\gamma }}\right]\\\Delta S_{R}&={\frac {s-s_{i}}{c_{p}}}=ln\left[\left({\frac {M}{M_{i}}}\right)^{2}\left({\frac {1+\gamma M_{i}^{2}}{1+\gamma M^{2}}}\right)^{\frac {\gamma +1}{\gamma }}\right]\end{aligned}}}
La figura de ejemplo se ha trazado para unas de condiciones iniciales si = 0 and Mi = 3.0. Con esos valores se igualan las ecuaciones:
{\displaystyle \ \left(1+{\frac {\gamma -1}{2}}M_{i}^{2}\right)\left[{\frac {M_{i}^{2}}{\left(1+\gamma M_{i}^{2}\right)^{2}}}\right]=\left(1+{\frac {\gamma -1}{2}}M^{2}\right)\left[{\frac {M^{2}}{\left(1+\gamma M^{2}\right)^{2}}}\right]}
Interesantemente, los puntos de intersección ocurren al valor inicial de Mach y al valor de este número tras una onda de choque. En la figura, estos son M = 3.0 y 0.4752, que se pueden obtener en una tabla de valores para ondas de choque. Esos puntos peculiares son aquellos en los que un flujo puede cambiar de un modelo a otro.